# 25C-NBOH
25C-NBOH（化学名：2-(4-氯-2,5-二甲氧基苯基)-N-(2-羟基苄基)乙胺）是一种有机化合物，化学式为C17H20ClNO3。它是一种狡詐家藥物，曾被非法掺入吸液纸中并被巴西警方缴获。
它的盐酸盐是已知的。